# Kemal Mešić
Kemal Mešić, född 4 augusti 1985, är en friidrottare från Bosnien och Hercegovina. Han deltog vid olympiska sommarspelen 2012.